# Invasão de sinal de transmissão
Invasão de sinal de transmissão é o sequestro não autorizado ou ilegal de sinais de rádio, televisão, sistemas de TV a cabo ou satélite. Esses incidentes já envolveram desde emissoras locais de TV e rádio até redes nacionais e operadoras de cabo.  
Embora invasões em sinais de TV, cabo e satélite geralmente recebam maior atenção da mídia, os ataques a emissoras de rádio são mais frequentes, já que muitas simplesmente retransmitem o sinal de outra estação. Tudo o que é necessário é um transmissor FM capaz de sobrepor a frequência da rádio retransmitida (dentro dos limites da lei do inverso do quadrado da distância). Outros métodos já utilizados na América do Norte para interferir em transmissões legais incluem o uso de antenas direcionais para sobrecarregar a frequência de uplink de retransmissoras, acesso físico ao transmissor para injetar áudio diretamente no sinal e ciberataques a equipamentos de transmissão conectados à internet.
Como as operadoras de TV a cabo atuam como intermediárias entre as emissoras e os assinantes, as redes de televisão já foram vítimas de adulteração de sinal em sistemas de cabo em diversas ocasiões. Durante a programação noturna no chamado horário cemitério, alguns canais interrompem programas antigos com infomerciais ou iniciam a transmissão em horários incomuns (por exemplo, às 10h37 em vez de 10h30, dependendo da programação). Essa estratégia serve como uma forma de reter a audiência.

## Casos famosos

### Incidente Max Headroom (1987)

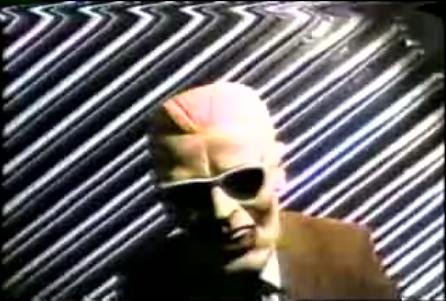
Captura de tela do invasor do sinal de Max Headroom.

Invasão em uma emissora de Chicago, com um homem usando uma máscara do personagem Max Headroom.

### HBO Satellite Hack (1986)

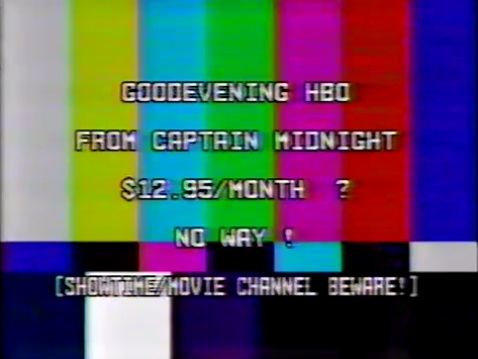
Mensagem de MacDougall, conforme exibida para os espectadores da HBO, sobre as barras de cores SMPTE.

Piratas invadiram o sinal da HBO, exibindo mensagens contra a empresa.